# 美沢 (苫小牧市)
美沢（みさわ）は北海道苫小牧市にある地名。
苫小牧市の北端に位置し、美沢川を境に千歳市と接する。

## 地名の由来
古くは植苗村字美々（）と呼ばれた地区である。
アイヌ語のペペ（水たまりの群在する所）またはペッペッ（川の群在する所）に由来し、1878年（明治11年）ころに「美々」という漢字表記が与えられた。
1943年（昭和18年）の字名改正にて、丘陵帯に谷が深く刻まれ、木々が茂り、四季の眺めが美しい地区であることをもって、「美沢」と改名された。

## 歴史

### ユウフツ越え
近世において、太平洋側の東蝦夷地と日本海側の西蝦夷地を結ぶ連絡路に、「シコツ越え」または「ユウフツ越え」と呼ばれるものがあった。これはユウフツを起点に勇払川を舟でさかのぼり、ウトナイ湖→美々川→美沢川と内陸に入っていき、ビビからは陸路でシコツ（現在の千歳）に向かう。そして千歳川で再び舟に乗り、石狩川へと至るルートである。
1992年（平成4年）に行われた「美々8遺跡低湿地部」の発掘調査では、松浦武四郎の記録に残る「美々舟着場跡」から、丸木舟や櫂などの舟具が出土した。

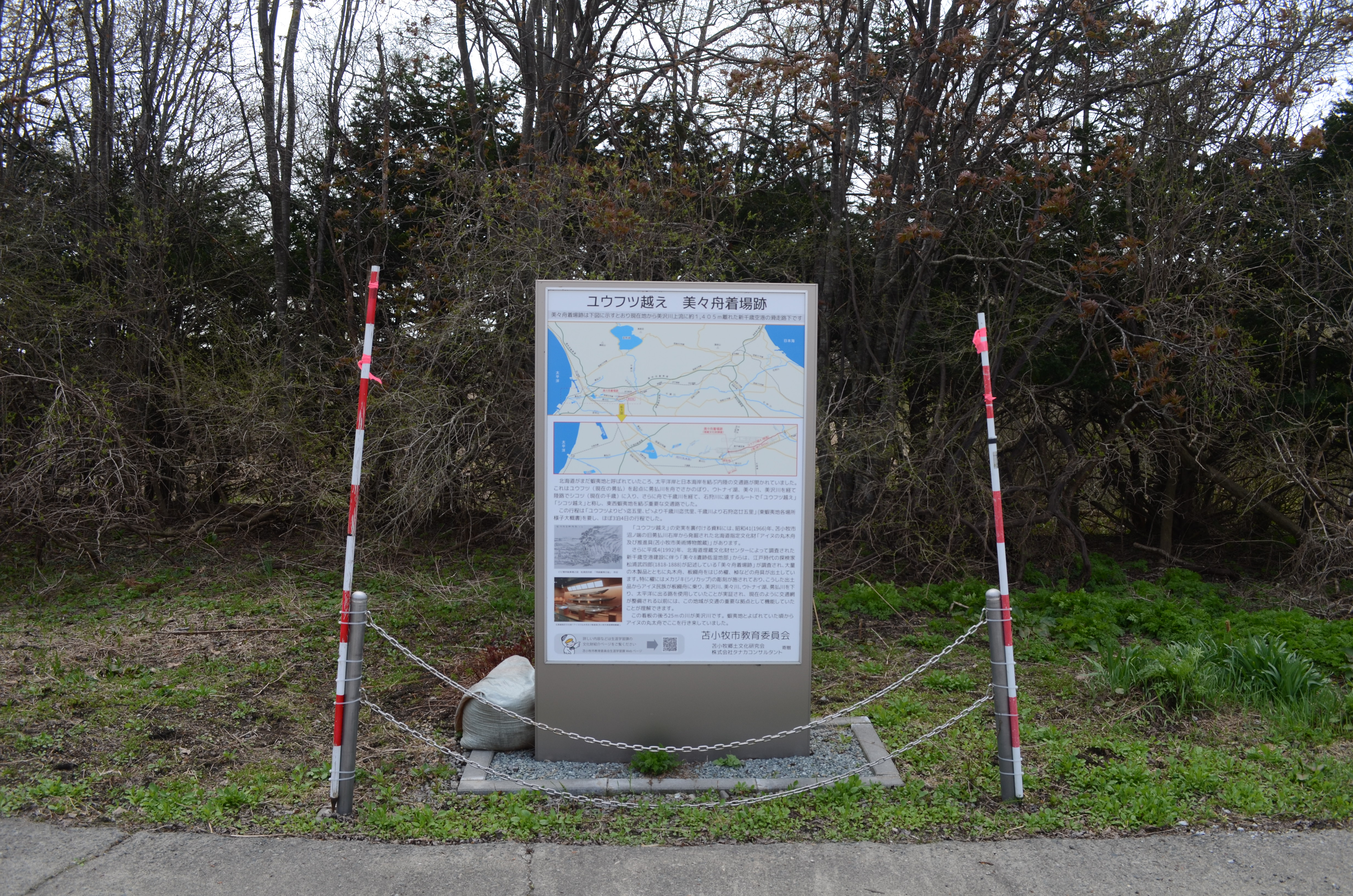
ユウフツ越え 美々舟着場跡

### 初期開拓と鹿肉罐詰製造所
1872年（明治5年）に室蘭・札幌間の国道が起工され、同年のうちに恵庭まで開通した。美々が陸上交通の要衝となったことに目を付けた井上利三郎は、1873年（明治6年）10月、馬宿や馬を置いて運送業を始めた。
一帯にはエゾシカが多く生息していたので、猟も盛んであり、1874年（明治7年）には官認の鹿肉燻製所が置かれた。
1876年（明治9年）に入地した佐々木駒吉夫妻は、安宿業や馬宿を営みつつ、運送業も手掛けた。1878年（明治11年）に入地した葭谷三太郎も、同じように馬宿と旅人宿を営業した。
同1878年、鹿肉燻製所に官設の罐詰製造所と脂肪製造所が追加され、さらに罐詰の技師を養成する目的で、ロシア式建築の生徒舎が1棟建てられた。しかし翌1879年（明治12年）春の大雪で餌を取れなくなったエゾシカの数は激減し、美々には4里四方の禁猟区が設けられた。原料を確保できなくなった鹿肉罐詰製造所は、1880年（明治13年）に操業停止し、1884年（明治17年）7月に廃止された。

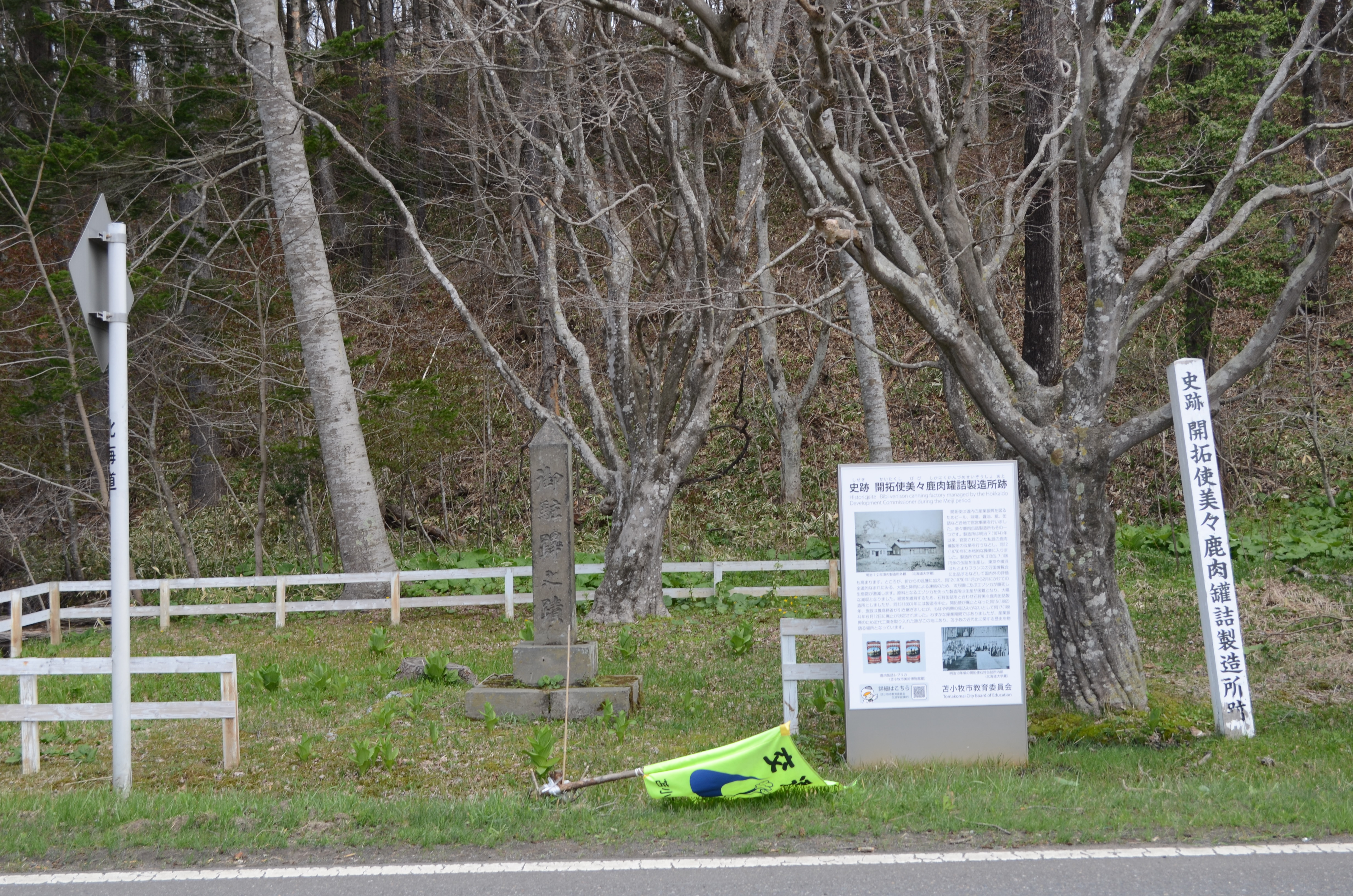
開拓使美々鹿肉罐詰製造所跡

### 明治後期の開墾開拓
明治時代初期の美々は交通の要衝として栄えていたが、やがて鉄道建設が始まると、井上利三郎は馬の背による輸送が鉄道輸送に取って代わられることを察知。彼をはじめとする運送業者たちは、鉄道の開通に先んじて、東の早来やフモンケへと移っていった。
彼らが去ったのちの1901年（明治34年）ころ、大島岩太郎・五郎松の親子が美々に居を構え、開墾のかたわらに製炭も手掛けた。大島親子と前後して入地したのは、猿子鳥次郎・長谷川幸之介・佐藤吉兵衛・石原金助など。特に佐藤は美々における水田の元祖であり、1911年（明治44年）ころに5 - 6反の田を開いている。

### 大正の第2次開拓
第一次世界大戦の影響で経済が膨張すると、物資の流通が促され、鉄道の敷設に用いる枕木などの原材料の供給が以前に増して植苗村に求められるようになった。そこで、共有地の森林資源に手をつけることになったが、そのために労働力を供出した美々は、一時的に人口が大きく落ち込んだ。
しかし数年の後、共有地の開拓に挑戦した人たちがいくらか帰ってきたため、美々の人口は回復した。平地には水田が、段丘上には畑が作られ、日銭を稼ぐために製炭も行われて、早来へ出荷された。安平村の一部となったフモンケ地区の影響で、大島五郎松のように、馬の生産に力を注ぐ者もいた。

### 字名改正
1943年（昭和18年）10月、苫小牧町内の大字は全廃されることとなり、植苗村も細分化されて、字美々は美沢として切り分けられた。

## 施設
- 新千歳空港（南側の一部）
- 道央自動車道 美沢パーキングエリア
- ノーザンホースパーク